# Scott Brooks

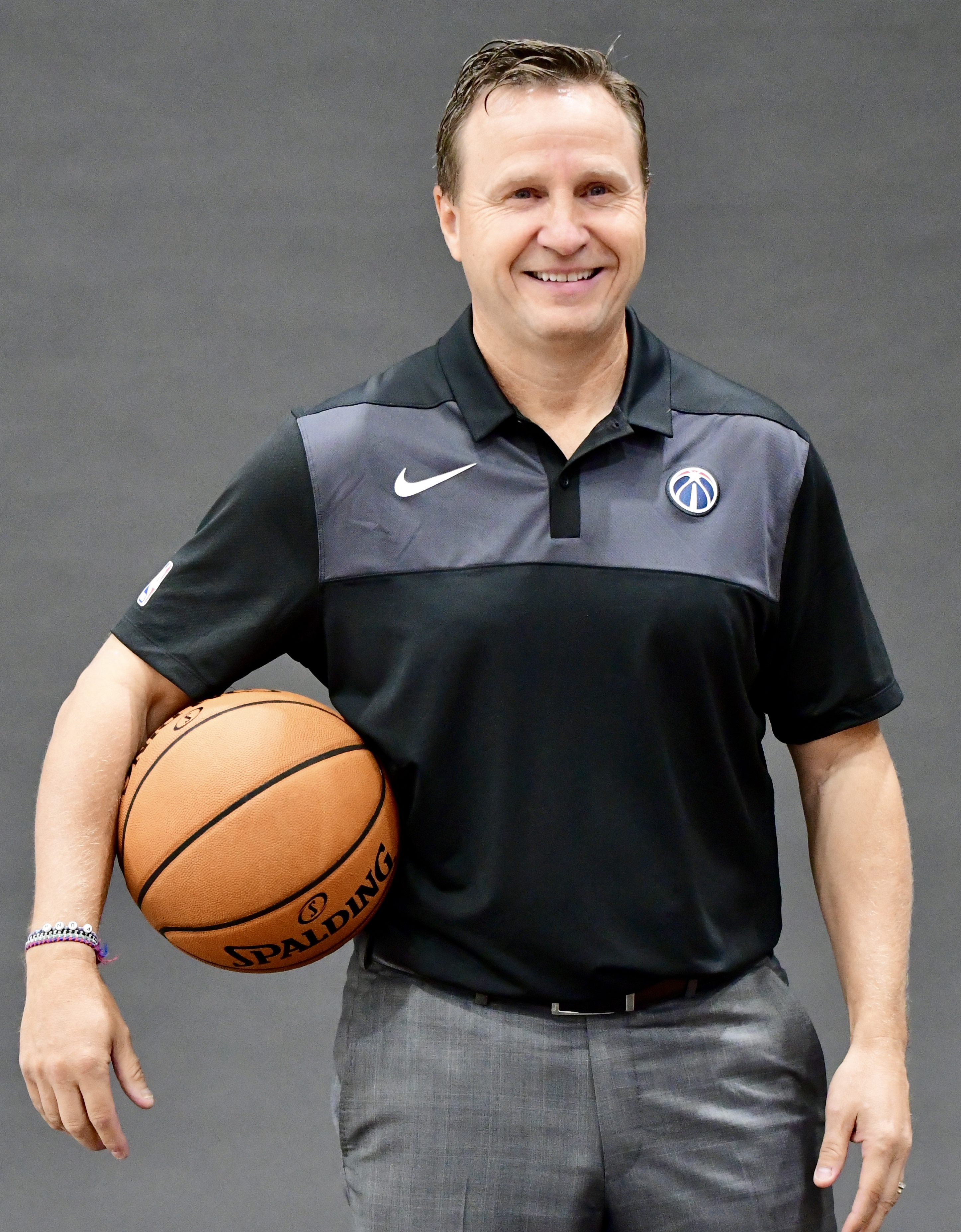
Scott Brooks, 2019.

Scott William Brooks, född 31 juli 1965 i French Camp i San Joaquin County, Kalifornien, är en amerikansk baskettränare och före detta basketspelare (point guard). Som spelare var han med och blev NBA-mästare 1994 med Houston Rockets. Han tilldelades NBA Coach of the Year Award säsongen 2009/2010, hans första hela säsong som huvudtränare för Oklahoma City Thunder. Sedan 2021 är han assisterande tränare för Portland Trail Blazers.

## Lag

### Som spelare
- Albany Patroons (CBA, 1987–1988)
- Fresno Flames (WBL, 1988)
- Philadelphia 76ers (1988–1990)
- Minnesota Timberwolves (1990–1992)
- Houston Rockets (1992–1995)
- Dallas Mavericks (1995–1996)
- New York Knicks (1996–1997)
- Cleveland Cavaliers (1997–1998)
- Los Angeles Stars (ABA, 2000–2001)

### Som tränare
- Los Angeles Stars (ABA; assisterande, 2000–2001)
- Southern California Surf (ABA, 2001–2002)
- Denver Nuggets (assisterande, 2003–2006)
- Sacramento Kings (assisterande, 2006–2007)
- Seattle SuperSonics/Oklahoma City Thunder (assisterande, 2007–2008)
- Oklahoma City Thunder (2008–2015)
- Washington Wizards (2016–2021)
- Portland Trail Blazers (assisterande, 2021–)